# Bishopcroft
Bishopcroft es una casa histórica ubicada en el vecindario Southwest Hills de Portland, en el estado de Oregón, Estados Unidos. Está incluido en el Registro Nacional de Lugares Históricos. La casa fue construida en 1911 para la Diócesis Episcopal de Oregón como residencia y sede. Diseñada por David C. Lewis, la casa neotudor alguna vez tuvo una capilla privada, un salón de baile y una bodega.

## Historia
La estructura actual conocida como Bishopcroft se construyó en Elm Street y 19th Avenue en Portland en 1911 con David C. Lewis como arquitecto. Fue construido como la residencia de Charles Scadding, el entonces obispo de la Iglesia Episcopal de Oregón, después de que la Capilla Episcopal de la Ascensión se trasladara a un lote adyacente en el «prestigioso» vecindario de Portland Heights (ahora Southwest Hills) el mismo año.
El Bishopcroft de Portland Heights no fue la primera residencia episcopal conocida como «Bishopcroft» en Portland. El mayor Bishopcroft había servido como residencia del obispo Benjamin Wistar Morris hasta su muerte en 1906. Hacia el final de su episcopado, la avanzada edad de Morris resultó ser un problema y el viejo Bishopcroft estaba en mal estado tras su fallecimiento.
En 1910, Scadding encargó a Lewis que construyera el nuevo Bishopcroft en el antiguo sitio de Ascension. Después de que se completó en 1911, The Oregon Daily Journal lo llamó «la mejor casa de clérigos de la ciudad» con una biblioteca, un estudio y una capilla, y señaló que su construcción costó aproximadamente $ 15,000. Según el artículo, además de servir como residencia para el obispo y su familia, Bishopcroft también estaba destinado a albergar a clérigos visitantes. El obispo Scadding murió en su casa de Bishopcroft el 27 de mayo de 1914.
Después de que Walter Taylor Sumner reemplazó a Scadding tras la muerte de este último, el antiguo Bishopcroft se modificó para que sirviera como hogar para los miembros de las Hermanas Anglicanas de San Juan el Bautista después de que un incendio de 1914 destruyera su escuela en St. Helen's Hall, con Sumner para residir en el nuevo Bishopcroft en 1915. Obispo y Sra. Sumner entretuvo a muchos clérigos visitantes y organizó muchas cenas en Bishopcroft. En septiembre de 1922, organizaron lo que los periódicos llamaron «posiblemente el evento social más destacado de la convención» durante la 47.ª reunión trienal de delegados de la Iglesia Episcopal que representan a casi todos los condados de todos los estados estadounidenses y muchos del extranjero.
Bishopcroft siguió siendo una residencia episcopal hasta que se vendió en 1939. Se ingresó en el Registro Nacional de Lugares Históricos (NRHP) en 2000.

## Diseño
La estructura es una casa neotudor con un exterior de ladrillo con estuco ranurado y revestimiento de entramado de madera. Algunas cualidades de Bishopcroft, incluido su porche de entrada con arco semielíptico, se han identificado como distintivamente de carácter neotudor. Ha habido varias renovaciones a la estructura desde 1939, incluida la adición de un garaje y la eliminación de un armario y una despensa en el segundo piso.
Bishopcroft se construyó originalmente con un salón de baile, una gran escalera y una capilla privada contigua a la oficina del obispo; Desde entonces, el altar de la capilla se retiró y el salón de baile se convirtió en un espacio de entretenimiento con un cine en casa. Cuando se agregó al NRHP, tenía cuatro dormitorios en el segundo piso y dos en el tercero.